# 視聴者
視聴者（しちょうしゃ）とは、映像（動画）、とくにテレビ番組を見る人のこと。英語では、テレビジョン・ビューアー（television viewer）。このほか英語では、ラジオのリスナーも含めオーディエンス（audience）ともいう。
視聴者の数の指標として視聴率があり、日本の主な視聴率調査会社にビデオリサーチがある。
インターネット放送や動画サービスでは、視聴者数あるいは再生回数が示されることが多い。

## 視聴者構成割合
視聴者の性別や年齢などの構成を示す指標が視聴者構成割合（オーディエンス・コンポジション）である。視聴者構成割合は自社が制作した番組、またその番組の広告主にとっては自社が提供した番組やコマーシャルをどのような人たち（視聴者層）に視聴されたか知る手がかりとなる。
例えば日本のビデオリサーチ社の場合、視聴者を下記のように区分している。
- C層：4-12歳の男女（Cは英語で子供を表すChildの意味）
- T層：13-19歳の男女（TはTeenager〈ティーンエイジャー〉の意味）
- F1層：20-34歳の女性（Fは英語で女性を表すFemaleの意味）
- F2層：35-49歳の女性
- F3層：50歳以上の女性
- M1層：20-34歳の男性（Mは英語で男性を表すMaleの意味）
- M2層：35-49歳の男性
- M3層：50歳以上の男性